# Palais épiscopal de Lodève
Le palais épiscopal de Lodève, aujourd'hui hôtel de ville de Lodève, est un bâtiment situé dans le département de l'Hérault.

## Localisation
Le palais épiscopal est situé dans le département français de l'Hérault, dans la commune de Lodève, place de l'Hôtel-de-ville.

## Historique

### Anciennes résidences de l'évêque de Lodève

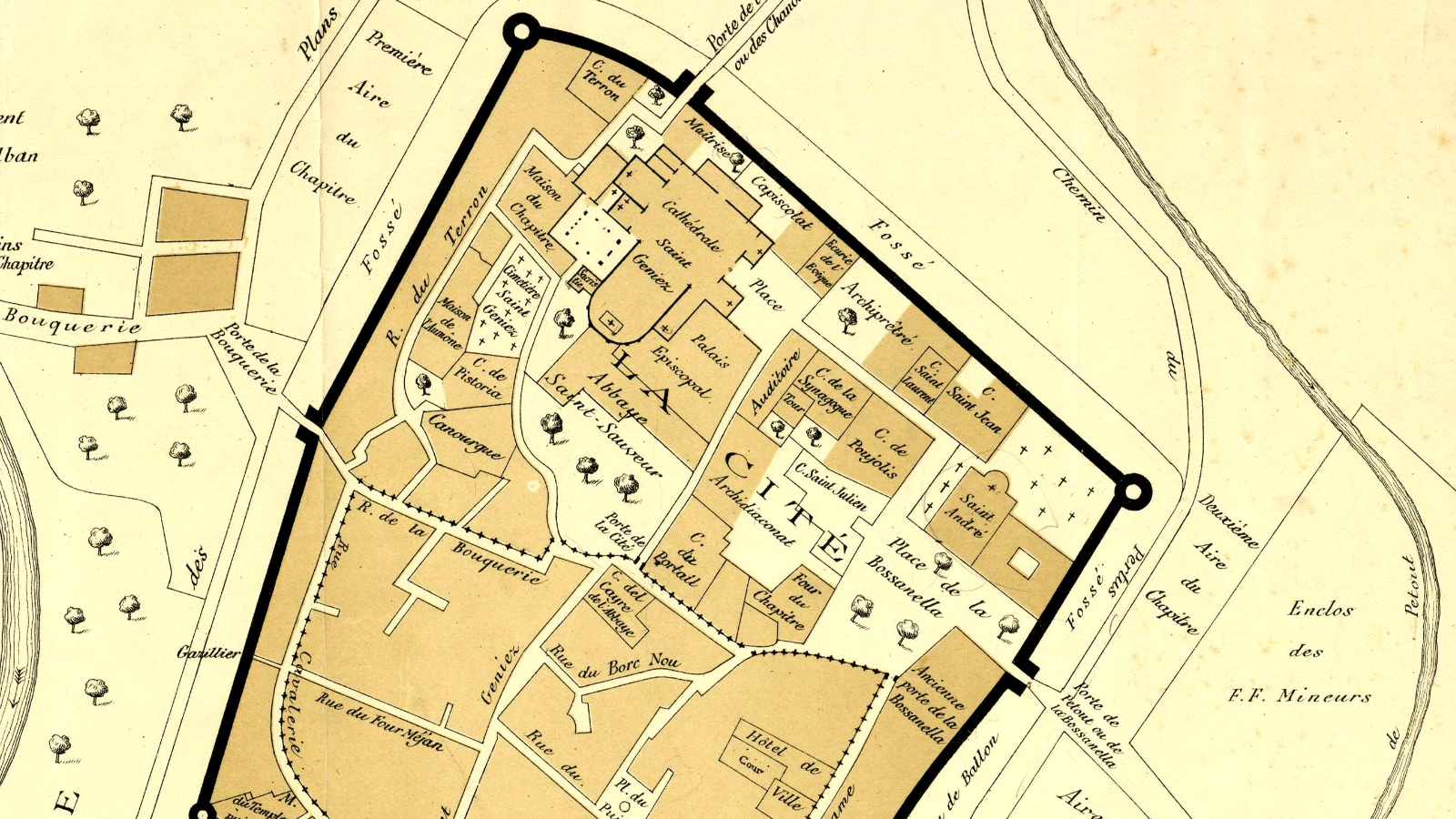
Plan figuré de Lodève au Moyen Âge: La Cité

Les évêques de Lodève achète la seigneurie de Lodève au comte de Rodez, Hugues II de Rodez, en 1188. Cette seigneurie est confirmée par Philippe II Auguste en 1188 et le pape Innocent III en 1202. Le Consulat surgit à Lodève en 1202 malgré l'opposition de l'évêque. La ville de Lodève était divisée en huit consulats. Chaque consulat a deux représentants. Dans la répression du meurtre de l'évêque Pierre Frotier perpétré en 1207, Philippe Auguste confirme la condamnation à mort des seize représentants des consulats, la saisie de leurs biens et l'exil de toutes leurs familles en 1210 ou 1211.
En 1262, Richard, comte de Rodez, s'est plaint qu'entre le décès de l'évêque Guillaume de Caselles et l'élection de l'évêque Raymond II de Belin, le château épiscopal ne lui avait pas été remis conformément à son droit, conformément à ce que cela avait toujours été fait. Une convention a alors été passé entre l'évêque, les chanoines et le comte d'après laquelle, à l'avenir, le palais et les autres demeures épiscopales devraient être livrés au comte de Rodez pour les garder fidèlement le temps qui s'écoulerait entre le décès d'un évêque et l'élection de son successeur.

#### Château de Montbrun

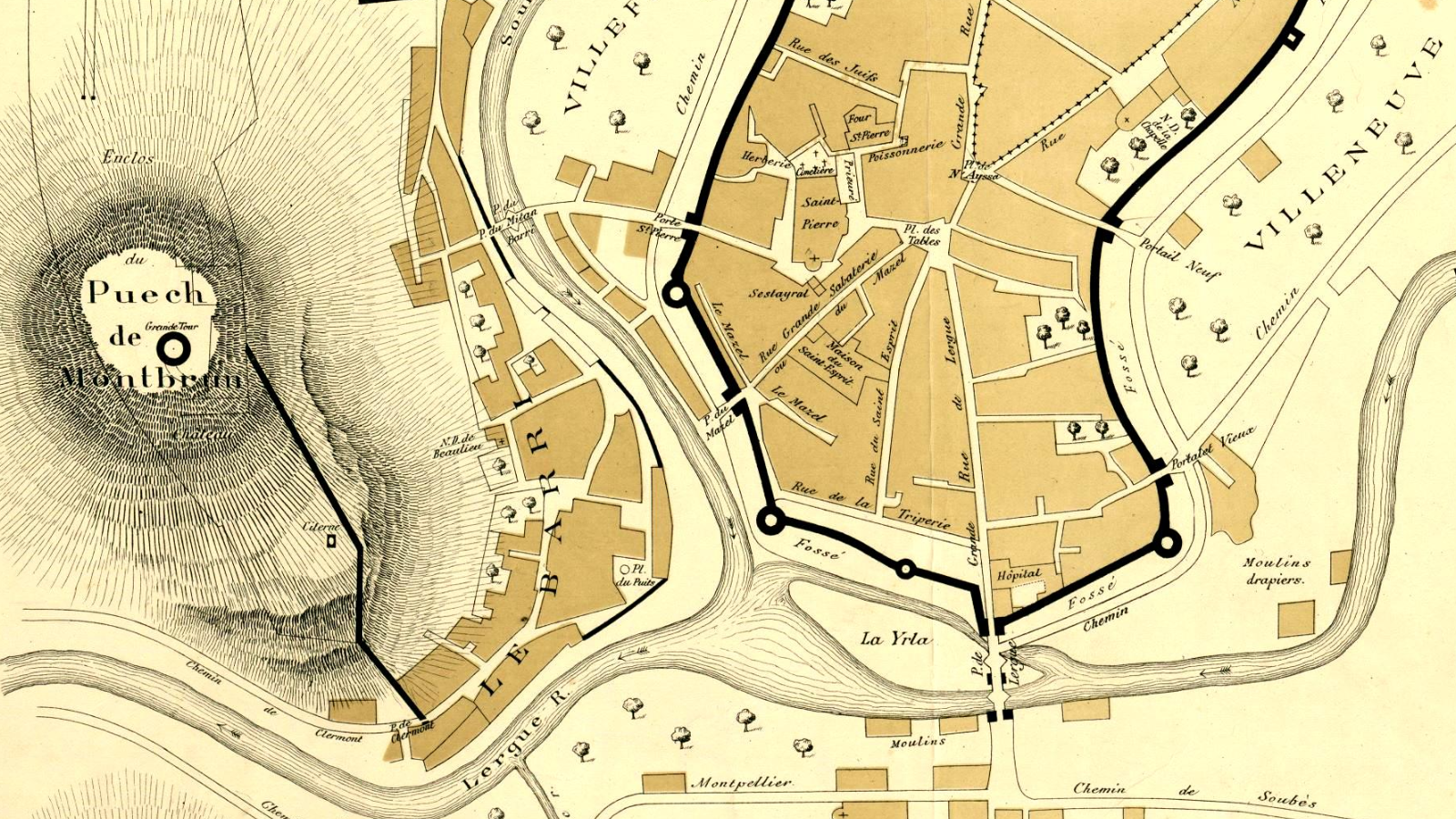
Plan figuré de la ville de Lodève au Moyen Âge : La confluence de la Leygue et de la Soulondres, le barri et le château de Montbrun, l'église Saint-Pierre

Le château de Montbrun a été construit vers le Xe siècle sur un puech qui domine le confluent de la Lergue et la Soulondres, face à Lodève. On le trouve mentionné pour la première fois sous l'épiscopat de Pierre II Decan de Posquières (1143-1162) dans une bulle du pape Eugène III datée du 11 avril 1145. Les évêques vont inféoder le château. Richard, fils d'Hugues Ier de Rodez reconnaît le tenir de l'évêque Gaucelin de Lodève en 1167. Le roi Philippe Auguste reconnaît la possession par l'évêque de Lodève du château de Montbrun dans les actes de 1188. Le château de Montbrun est renforcé par les évêques de Lodève pendant tout le Moyen Âge. Le titre de comte de Montbrun donné à l'évêque de Lodève apparaît dans un acte de 1259. L'évêque Michel Le Bœuf (1413-1429) s'intitule comte de Montbrun dans un acte du 12 octobre 1423.
Le château a été détruit sur ordre du cardinal de Richelieu, entre 1633 et 1638, après l'accusation de l'évêque Jean de Plantavit de La Pause pour ne pas s'être opposé à Gaston d'Orléans, qui était entré à Lodève le 25 juillet, et au duc de Montmorency pendant la rébellion de 1632 contre le cardinal.

#### Château de Saint-André-de-Sangonis
Les évêques de Lodève ont acquis au XIIIe siècle le village de Saint-André-de-Sangonis qui appartenait à l'abbaye de Gellone depuis 1031, et auparavant à l'abbaye d'Aniane. Les évêques ont alors entrepris d'y construire un castrum qui leur permettait de contrôler les routes reliant Clermont-l’Hérault à Montpeyroux et Montpellier à Lodève.
L'évêque Bérenger Ier de Boussages a été élu en 1280 évêque de Lodève peu après la mort de Raymond III de Rocozels. Il fait construire la grande salle du château épiscopal de Saint-André. Elle n'était pas terminée à sa mort, en 1284.
Le château de Saint-André est pris par les Protestants en 1569. Les États de Languedoc décident en 1581 de détruire trois châteaux, dont celui de Saint-André, mais ce commandement n'est pas exécuté. Le 8 mai 1582, le duc Henri Ier de Montmorency ordonne de démolir la grande tour du château épiscopal de Saint-André,. À la fin de l'année 1584, après l'intervention de l'armée royale commandée par Guillaume de Joyeuse, un traité de paix est conclu entre Montmorency et Joyeuse, mais Montmorency refuse de rendre le château de Saint-André à l'évêque de Lodève tant que ce dernier n'aurait pas fait démolir la citadelle construite par l'évêque de Lodève en 1584. Joyeuse en appelle à Henri III. Le 15 mars 1585, Henri III écrit à Montmorency de rendre le château de Saint-André à l'évêque Christophe de Lestang. Le château est conservé par Montmorency. En 1596, Henri IV demande à la province du Languedoc d'y tenir une garnison, puis le château doit être abandonnée car il n'est plus cité.

#### Lodève pendant les guerres de religion
Lodève est prise par les Protestants commandés par le baron de Faugères, le 4 juillet 1573. Claude Briçonnet qui défend alors la ville s'est réfugié dans la cathédrale mais il doit s'enfuir. Les Protestants ont détruit complètement le palais épiscopal de Lodève attenant à la cathédrale, la nef de la cathédrale ainsi que la maison de l'Archidiaconnat, demeure de Briçonnet. La ville de Lodève aurait dû être restituée aux catholiques après la conclusion de la paix de Loches, le 6 mai 1576, mais Damville n'arrivant pas à se réconcilier avec la Cour s'allie avec les Protestants et conclut avec eux un acte d'union, le 8 avril 1577 par lequel ils gardent les villes qu'ils ont prises. Cependant, le Consulat étant rétabli à Lodève le 6 avril 1577, on peut en déduire à partir d'autres actes que les troupes protestantes ont quitté la ville en décembre 1576. L'union entre Damville et les Protestants n'a duré qu'un mois. Les Protestants ont tenu le château épiscopal de Montbrun jusqu'en septembre 1577 et durent le rendre à l'évêque René de Birague après la signature de la paix de Bergerac.
L'alliance du roi Henri III avec Ligue catholique dirigée par les Guise va entraîner l'alliance de Montmorency-Damville avec le roi de Navarre. Damville met le siège à Lodève. L'évêque Charles de Lestang, allié à la Ligue, capitule le 18 octobre 1585 et se retirer à Narbonne. À la demande des habitants de Lodève, le duc de Montmorency a fait détruire en mai 1586 la citadelle construite par l'évêque deux ans plus tôt. À la suite de l'assassinat à Blois d'Henri Ier de Guise et du cardinal de Lorraine en 1588, Henri III s'allie avec Henri de Navarre. Le Languedoc se divise entre le Haut-Languedoc favorable à la Ligue, et le Bas-Languedoc, favorable au roi. Le duc de Montmorency allié à Henri de Navarre fait transformer en citadelle la cathédrale de Lodève le 20 mai 1590. L'évêque de Lodève Christophe de Lestang est nommé secrétaire du conseil de finances des États de la Ligue, à Castelnaudary, en janvier 1591. Ce dernier est allé en Espagne pour remercier Philippe II de son soutien à la Ligue en Languedoc. À la bataille de Villemur, le 19 octobre 1592, Antoine Scipion de Joyeuse qui commande l'armée de la Ligue est tué et l'évêque de Lodève y perd ses équipages. Une trêve est conclue le 1er janvier 1593 entre le duc de Montmorency et le nouveau duc de Joyeuse. Les États généraux se réunissent en janvier 1593. Henri IV abjure le 25 juillet. Charles de Mayenne, chef des ligueurs, se soumet au roi en novembre 1595. À la suite, les ligueurs toulousains envoient une députation au roi. Une paix est conclue en février 1596. Christophe de Lestang a reçu la confirmation de sa nomination comme évêque d'Alet avec la faculté de résigner l'évêché de Lodève à une « personne capable ».

#### Après les guerres de religion
À la suite de la destruction de leur palais de Lodève les évêques vont installer leur résidence à Lodève dans une maison archidiaconale, rue Capiscolat.
Après son élection au siège épiscopal de Lodève en 1625, Jean de Plantavit de La Pause fait construire une maison au lieu de Prémerlet où il a fixé sa résidence,.

### Dernier palais épiscopal, actuel hôtel de ville
Le palais épiscopal a été construit en deux phases.
En 1665, l'évêque Roger de Harlay de Cézy a obtenu du roi en 1665 des lettres patentes pour lever une imposition sur le diocèse de 70 000 livres pour construire un nouveau palais. La construction commence en 1667, comprend l'aile principale, entre l'actuelle place de l'hôtel de ville et le jardin de l'évêque. Les travaux s'arrêtent à la mort de l'évêque et ce qui a été construit est tombé en ruines. Les deux successeurs ne jugèrent pas nécessaires de continuer les travaux.

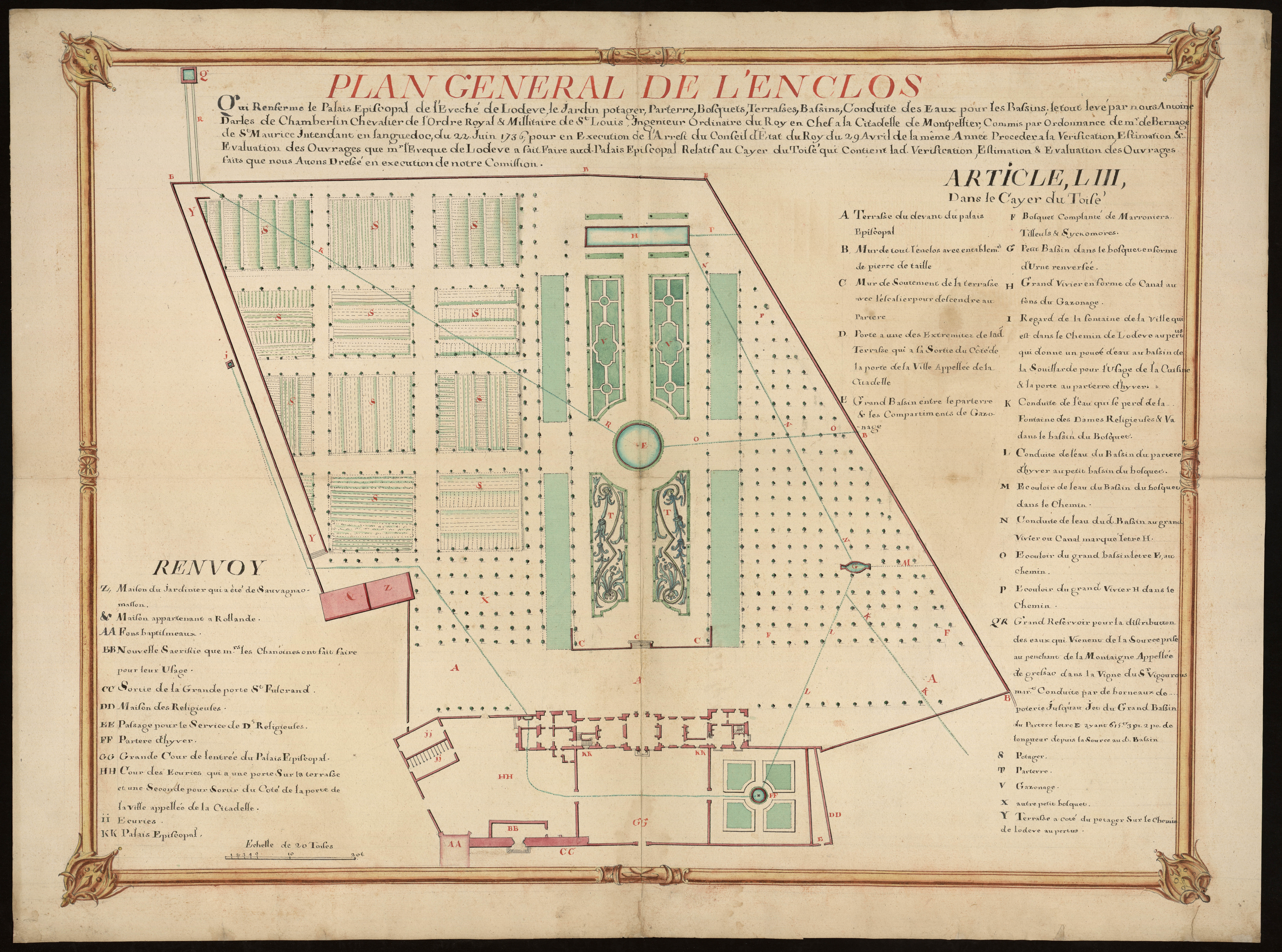
Plan du jardin du palais épiscopal dressé en 1736
(Archives départementales de l'Hérault)

Dès qu'il a été installé, Jean-Georges de Souillac a souhaité reprendre le projet. Le 17 février 1733 obtient de l'assemblée de l'assiette une somme de 50 000 francs pour reprendre le projet conçu par Mgr de Harlay. Les états généraux de la province du Languedoc ont décidé le 14 janvier 1734 que cette somme soit payée par une imposition de 10 000 francs par an, pendant cinq ans. Cette décision est approuvée par le conseil d'État, en présence du roi, le 22 janvier 1735. Un autre arrêté pris en 1736 a constaté les dépenses déjà engagées. Dès son installation, avant de reprendre la construction du palais, l'évêque a acheté à proximité du palais des terrains pour y implanter un parc. Un plan de ce parc dressé en 1736 se trouve dans les archives départementales. Le 11 mars 1744, Jean Le Nain, intendant de la généralité de Languedoc, a homologué les plans, devis, toisés, vérifications des ouvrages consistant en rez-de-chaussée, 1er étage, les trois étages de deux pavillons, les autres bâtiments et tout le parc. L'épiscopat de Mgr de Souillac a duré 18 ans.
Son successeur, Jean-Félix-Henri de Fumel, en 1779, fait construire l'aile en retour reliant l'aile déjà construite du palais à la cathédrale.
Le palais épiscopal a probablement été édifié par l'architecte Nicolas Desbieures, connu à Pézenas entre 1667 et 1697, qui a donné le 28 août 1667 le devis pour la construction du palais.
Depuis 1809, l'édifice est l'hôtel de ville de Lodève.

## Protection
Le palais épiscopal est protégé en 1927 puis, après annulation de cette protection, il a été protégé comme édifice faisant partie du groupe épiscopal, qui comprend aussi la cathédrale, les bâtiments claustraux, le presbytère, la salle capitulaire, l'ancien cellier capitulaire, les jardins et la maison canoniale. Le premier étage a été inscrit au titre des monuments historiques le 15 octobre 2003 et le rez-de-chaussée a été classé le 27 juin 2005,.